# Huset Ushers undergång

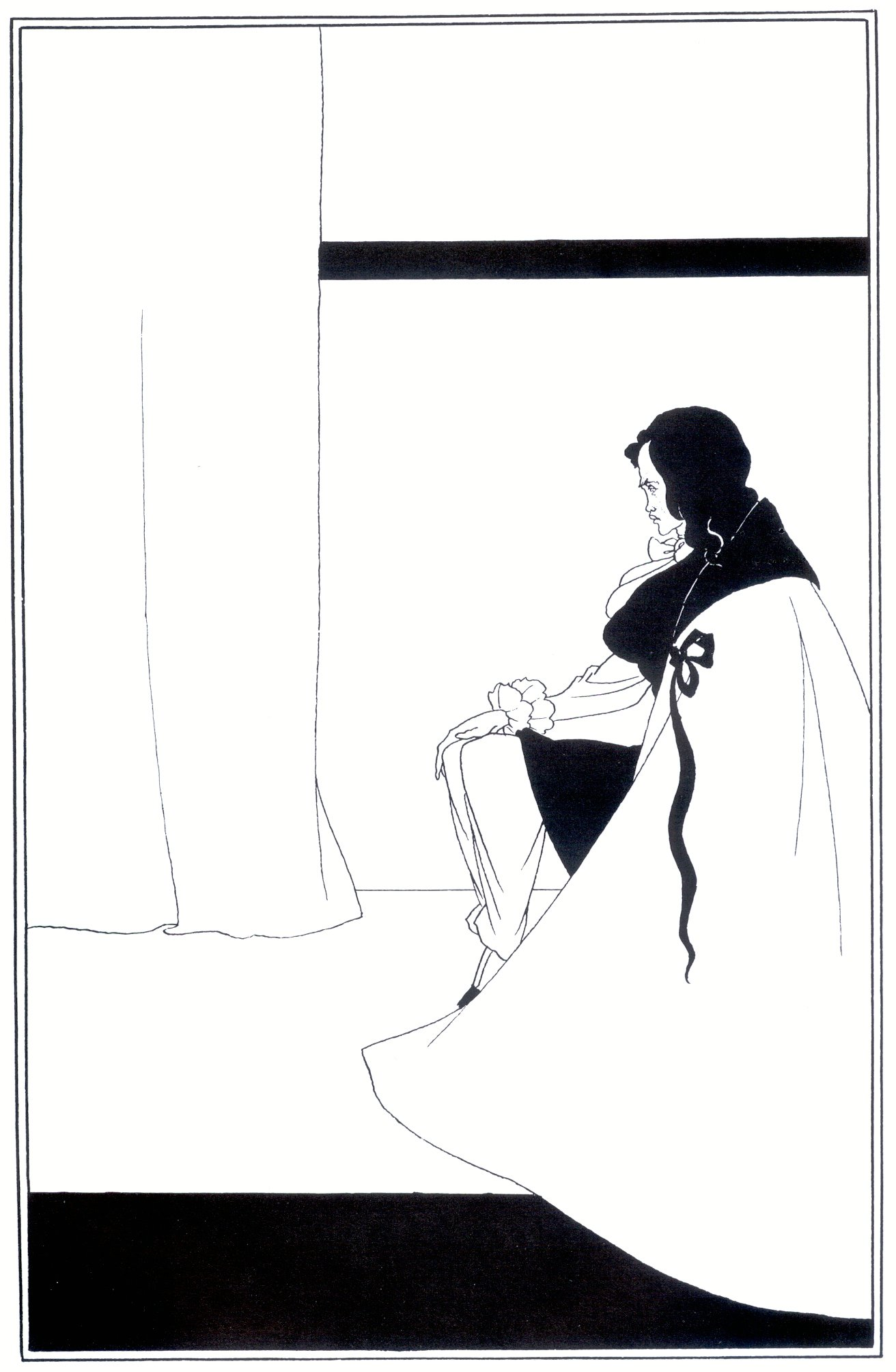
Illustration av Aubrey Beardsley 1894.

Huset Ushers undergång (original: The Fall of the House of Usher) är en novell av Edgar Allan Poe, utgiven 1839.

## Handling
Berättelsen börjar med att huvudpersonen får ett brev från en man vid namn Roderick Usher, som han en gång i tiden varit god vän med. Roderick berättar att han varit mycket sjuk och ensam. Huvudpersonen rider till Rodericks slott, som är en grå och trist byggnad. En betjänt leder mannen in i ett stort och ödsligt rum. I rummet står en soffa, vilken Roderick sitter i och de hälsar på varandra. 
Efter detta berättar Roderick om sin sjukdom. Han beskriver den som en galenskap; han är alltid nervös och rädd. Han vet inte vad han är rädd för; däremot vet han att rädslan en dag kommer att skrämma livet ur honom. Roderick menar att slottet har smittat honom med sin dysterhet men att han inte kan flytta därifrån eftersom han är tvungen att ta hand om sin syster Madeleine. Han tyckte att det verkar som att hon inte ville leva längre: "När hon dör finns bara jag kvar och när jag dör, dör släkten också", säger han. I nästa ögonblick kommer Madeleine in i rummet men helt plötsligt försvinner hon. Under de följande dagarna försöker mannen att muntra upp Roderick, men ingenting hjälper.
En kväll berättar Roderick att Madeleine har dött och att hon ska begravas en vecka senare. Till dess ska kistan förvaras i ett rum i källaren. De går ner till ett rum med en stor tjock järndörr och ställer kistan där. Under de följande dagarna är Roderick mer galen än vanligt. Han springer runt från rum till rum och får aldrig någon ro. En natt hörs tjutande, knakande och bultande. Roderick blir alldeles ursinnig. Han säger att det är Madeleine som försökt ta sig ut ur kistan och i natt har hon lyckats. Hon är på väg mot dem, öppnar dörren och faller med ett tjut ner i Rodericks famn; båda faller döda mot marken. Huvudpersonen springer ut ur slottet, vänder sig om och ser hela huset rasa samman. Släkten Usher finns inte mer.

## I kulturen

### Filmer
- 1928 – La chute de la maison Usher, regi: Jean Epstein
- 1928 – The Fall of the House of Usher, regi: James Sibley Watson och Melville Webber
- 1960 – House of Usher (svensk titel: Gäst i skräckens hus), även kallad The Fall of the House of Usher, regi: Roger Corman
- 1982 – Revenge in the House of Usher, regi: Jess Franco
- 1982 – The Fall of the House of Usher, regi: James L. Conway (TV-film)

### TV-serier
- 2023 – Huset Ushers undergång, regi: Mike Flanagan (miniserie)

### Musik
Philip Glass har skrivit kammaroperan The Fall of the House of Usher, som är baserad på novellen.
"The Fall of the House of Usher" är ett femdelat instrumentalt musikspår på albumet Tales of Mystery and Imagination. Spåret upptar större delen av skivsida B på albumet från 1976 av The Alan Parsons Project.